# Objetiva olho de peixe

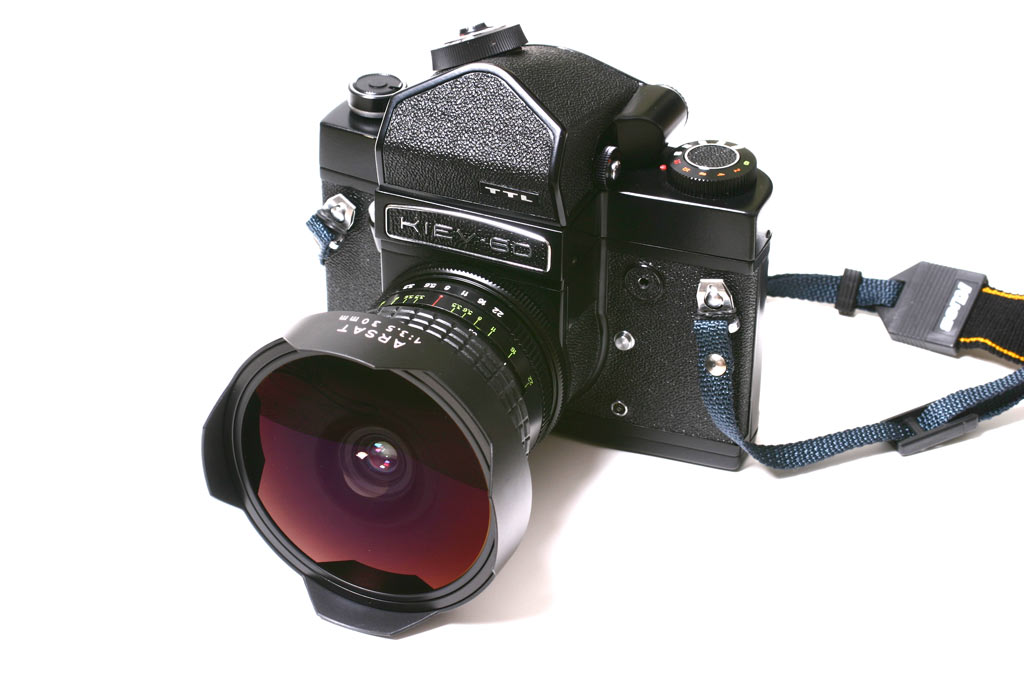
Lente olho de peixe 30mm Arsat em uma câmera Kiev 60.

Uma objetiva olho de peixe (português brasileiro) ou olho-de-peixe (português europeu)  é um tipo de objetiva grande-angular utilizada na fotografia. Sua principal característica é proporcionar uma ângulo de 180º, resultando em uma imagem com grande distorção óptica.